# Walk on Water
"Walk on Water" és el primer single del gruo de rock Thirty Seconds to Mars, de l'àlbum America.

## Posició a les llistes
| Llista (2017)              | Posició |
| -------------------------- | ------- |
| Ö3 Austria Top 40          | 38      |
| Ultratop                   | 46      |
| Canadà                     | 29      |
| França                     | 54      |
| Alemanya                   | 84      |
| Regne Unit                 | 87      |
| Regne Unit (rock)          | 1       |
| Estats Units (alternative) | 2       |
| Estats Units (rock)        | 5       |